# Cornel Frățilă
Cornel Frățilă (n. 7 august 1941, București, România) este un fost jucător român de polo pe apă. El a concurat la Jocurile Olimpice de vară din 1972.

## Biografie
Sportivul a jucat la cluburile Progresul (1958-1960) și Dinamo (1961-1976). Cu Dinamo a cucerit 13 titluri de campion național (1961-1971, 1973-1974). Fiind portar, a participat la Jocurile Olimpice din 1972 (locul VIII), la Campionatul Mondial din 1975 (locul V) și la Campionate Europene din 1966 și 1974 cu selecționata națională a României, cu care a avut 117 jocuri. Cu Dinamo a participat la 5 ediții ale CCE (1965-1969, locul II la ediția 1967-1968). El este Maestru emerit al sportului.
Cornel Frățilă este absolvent al Facultății de Drept a Universității din București.